# Rela Fafková
Rela Fafková (30. července 1920 Praha – 24. října 1942 Koncentrační tábor Mauthausen) byla česká odbojářka z období druhé světové války a spolupracovnice operace Anthropoid popravená nacisty.

## Život

### Rodina, studia, zaměstnání
Rela Fafková se narodila 30. července 1920 v Praze v rodině Petra a Liboslavy starší Fafkových. Za protektorátu pracovala jako úřednice v poradně Ústředního svazu Masarykovy ligy proti tuberkulóze. Kristian Pavel Lanštják byl farářem Českobratrské církve evangelické v Praze-Žižkově. Velmi dobře se znal s rodinou Petra Fafka, která se po první světové válce přestěhovala z Vyšehradu na Žižkov, později na Vinohrady. Celá rodina docházela do žižkovské Betlémské kaple na pravidelné bohoslužby, obě jejich dcery (Rela i Liboslava) navštěvovaly nedělní školu a obě se do církevní spolupráce zapojily hned po své konfirmaci po boku své matky. Starší Rela se připravovala ke katechetské zkoušce a chtěla se věnovat vyučování náboženství. Mladší Liboslava pracovala již dříve ve sboru, také i jako učitelka nedělní školy.

### Domácí odboj
Společně s rodiči a mladší sestrou Liboslavou se zapojila do protinacistického odboje. Na jaře roku 1942 rodina poskytla úkryt parašutistům operace Anthropoid chystajícím se na atentát na Reinharda Heydricha ve svém bytě v Kolínské ulici na pražských Vinohradech. Po úspěšném provedení atentátu se Jozef Gabčík s Janem Kubišem a dalšími československými parašutisty ukrývali v kryptě chrámu svatého Cyrila a Metoděje na pražském Novém Městě, kde je rodina Fafkových pomáhala zásobovat potravinami a dalším materiálem. Všem se stala osudnou zrada Karla Čurdy, po které následovala vlna zatýkání spolupracovníků a jejich rodinných příslušníků.

### Zatčení, věznění, výslechy, ...
Jozef Gabčík s ostatními padl 18. června 1942 v chrámu Cyrila a Metoděje, Rela Fafková byla s rodiči i sestrou zatčena 22. června 1942 gestapem. Všichni byli vězněni nejprve v Praze a poté v Malé pevnosti Terezín. Dne 29. září 1942 byli stanným soudem odsouzeni k trestu smrti, dne 23. října 1942 převezeni do koncentračního tábora Mauthausen a o den později zastřeleni společně s dalšími spolupracovníky a rodinnými příslušníky atentátníků při fingované zdravotní prohlídce. (Rela Fafková byla zastřelena 24. října 1942 ve 12.38 hodin.)

Rodinní příslušníci
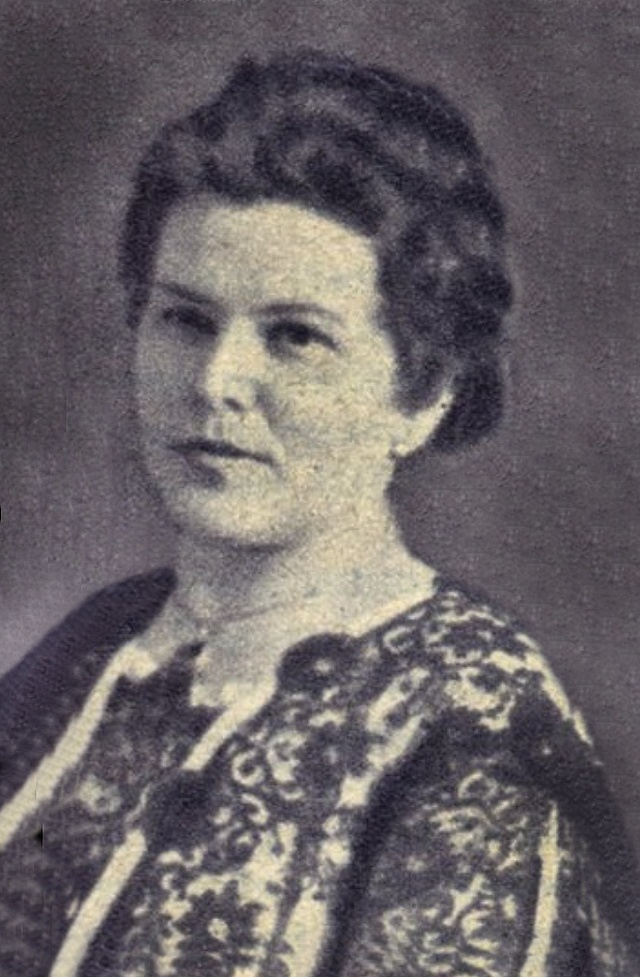
Matka Liboslava Fafková starší
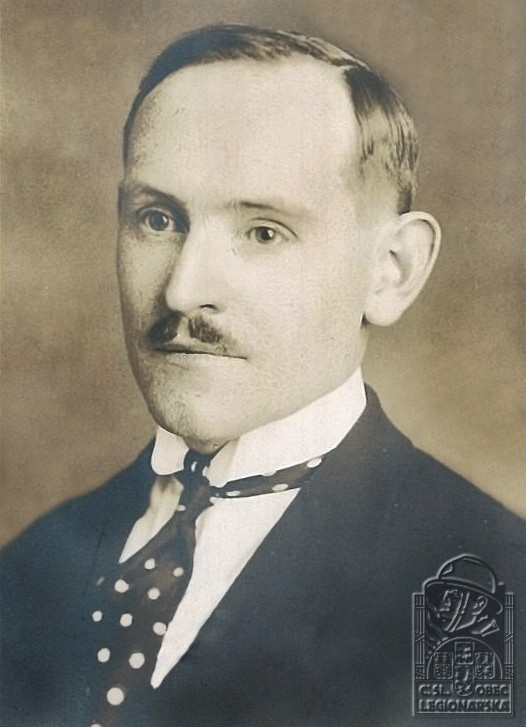
Otec Petr Fafek
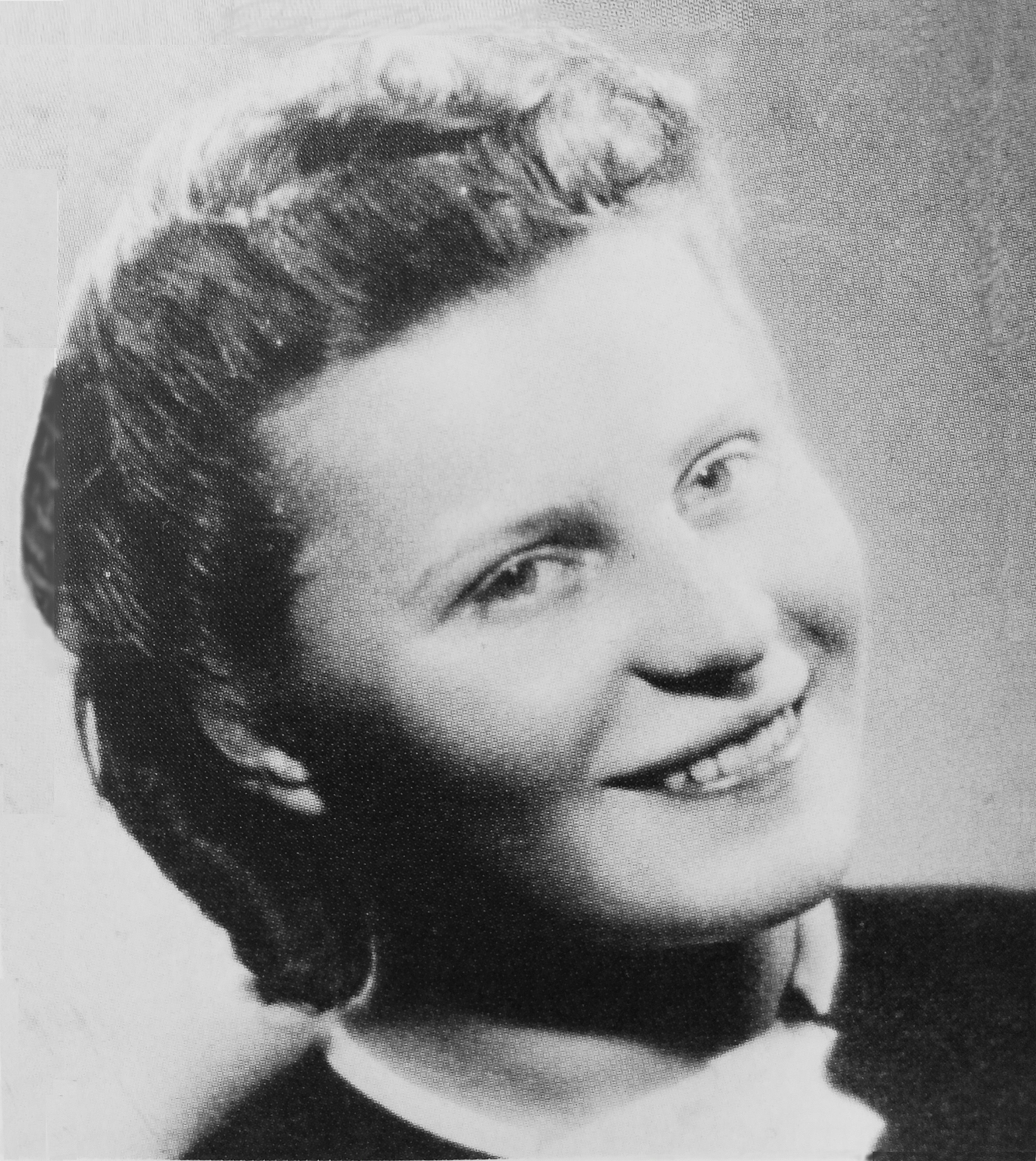
Sestra Liboslava

## Připomínky
- Její jméno a jméno jejích rodičů a sestry jsou uvedeny na pomníku spolupracovníků parašutistů a jejich rodinných příslušníků, kteří byli popraveni v německém koncentračním táboře Mauthausenu. V lednu 2011 byl slavnostně odhalen na terase kostela sv. Cyrila a Metoděje v Resslově ulici v Praze.[6]
- Pamětní deska na domě na adrese Praha 3, Kolínská 1718/11 byla odhalena 6. května 1951. Na desce je nápis: Z TOHOTO DOMU BYLI NACISTY ODVLEČENI / PETR FAFEK S MANŽELKOU LIBĚNOU / A S DCERAMI RELOU A LIBĚNOU / VŠICHNI BYLI POPRAVENI 24.X.1942 / V KONCENTR. TÁBOŘE MAUTHAUSENU / PRO UKRÝVÁNÍ PARAŠUTISTŮ / GABČÍKA A KUBIŠE // ČEST JEJICH PAMÁTCE![7]
- Pamětní deska rodiny Fafkovy (odhalena po 2. sv. válce farářem Kristianem Pavlem Lanštjákem) je umístěna v žižkovské Betlémské kapli. Na této pamětní desce je nápis: Boj výborný bojoval jsem ... II.K.TIM.4,7. // PETR * 1893 / LIBOSLAVA / roz. Jiránková * 1892 / RELA * 1920 / LIBOSLAVA * 1921 / FAFKOVI / † V MAUTHAUSENU / 24. X. 1942 / Památce / svých věrných členů // Nedělní škola / a kruh sester.[8]
- Jméno Rela Fafková je rovněž uvedeno na pamětní desce obětí z řad členů Masarykovy ligy proti tuberkulóze na Náměstí Kinských 602/2, Praha 5 - Smíchov (v domě v přízemí proti schodišti). Na desce je nápis: „UKRÝVAJÍCÍ NARODNÍ MSTITELE NA HEYDRICHOVI, SVŮJ ŽIVOT ZA VLAST A NÁROD OBĚTOVALI TITO ČINOVNÍCI A ÚŘEDNÍCI MLPT: PETR FAFEK, RELA FAFKOVÁ, LIBĚNA FAFKOVÁ, ANNA ŠRÁMKOVÁ, MARIE KARBANOVÁ, JAN SONNEVEND, MUDR KAREL SVĚRÁK, MUDR SOBĚSLAV SOBEK, MUDR JAN VČELÁK, JUDR JIŘÍ PLESKOT SE 13 ČLENY SVÝCH RODIN. JAN SONNEVEND BYL POPRAVEN 4. ZÁŘÍ 1942 V PRAZE. OSTATNÍ BYLI POPRAVENI 24. ŘÍJNA 1942 V MAUTHAUSENU. ČEST JEJICH NEHYNOUCÍ PAMÁTCE! MASARYKOVA LIGA PROTI TUBERKULOSE“.[9]
- V pražských Vysočanech vznikla při příležitosti výstavby nové čtvrti Emila Kolbena ulice s názvem Fafkových.[10]

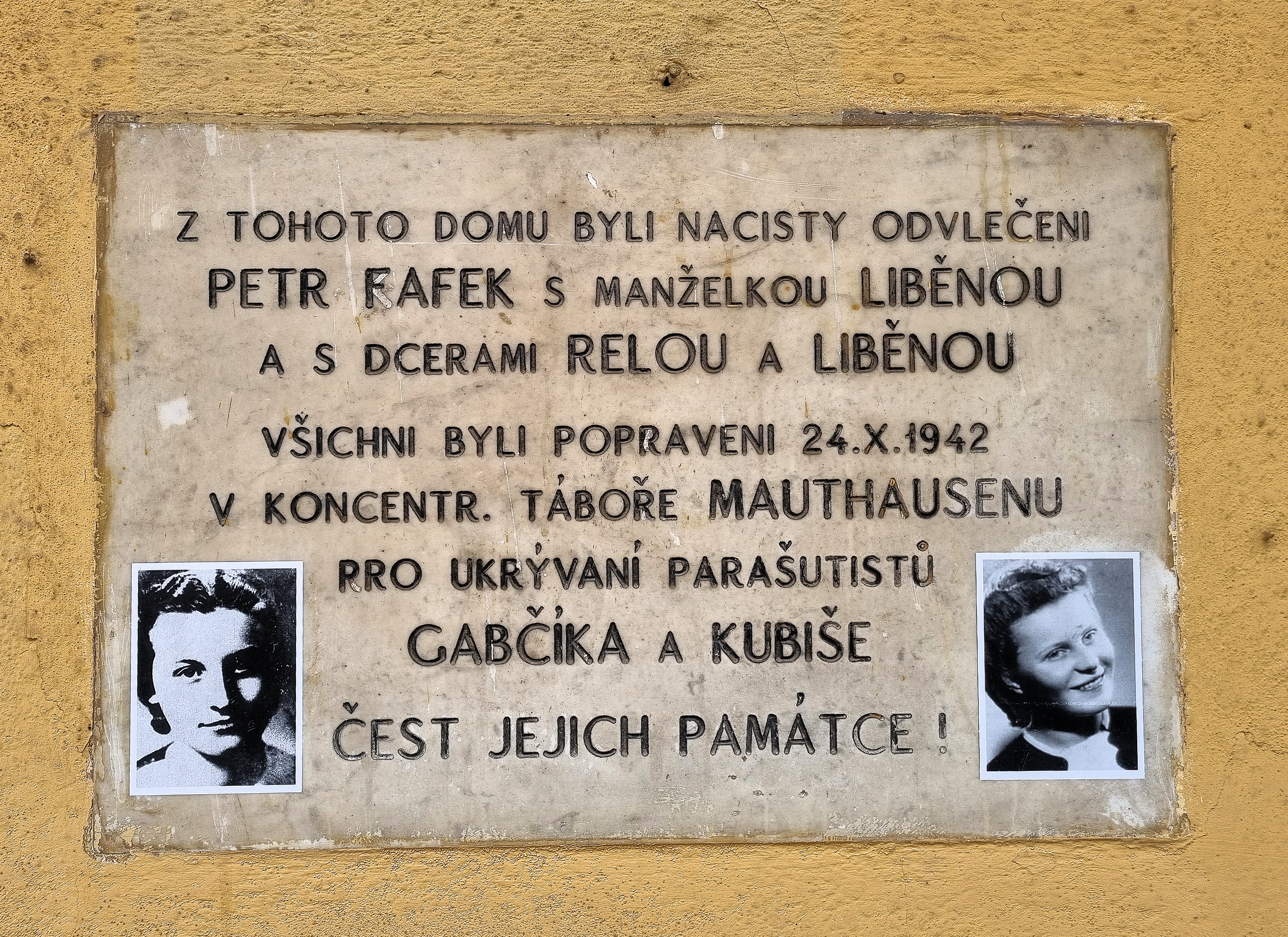
Pamětní deska rodiny Fafkových v Kolínské ulici v Praze
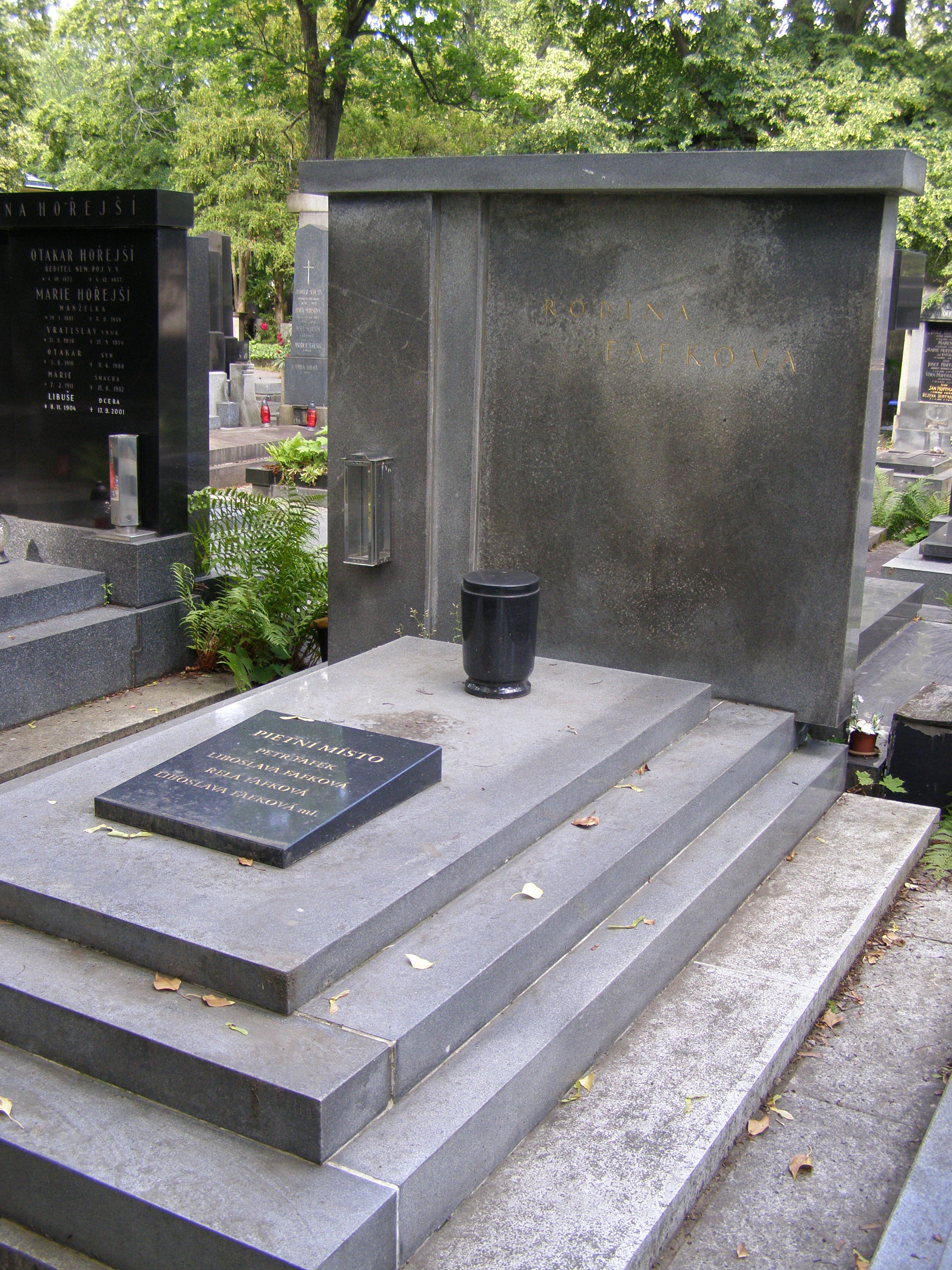
Symbolický hrob rodiny Fafkových na hřbitově Malvazinky v Praze
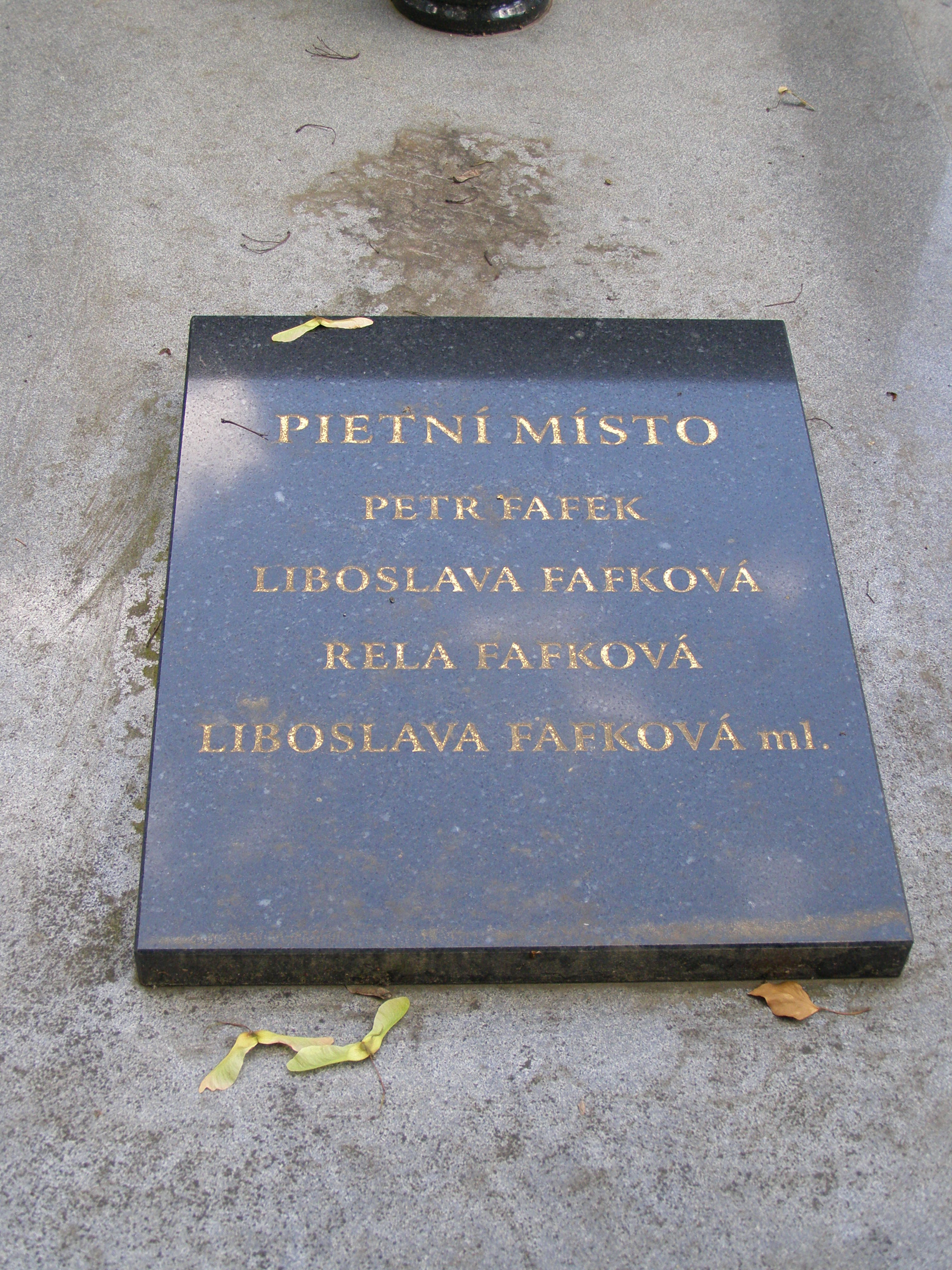
Pietní místo na hřbitově Malvazinky v Praze
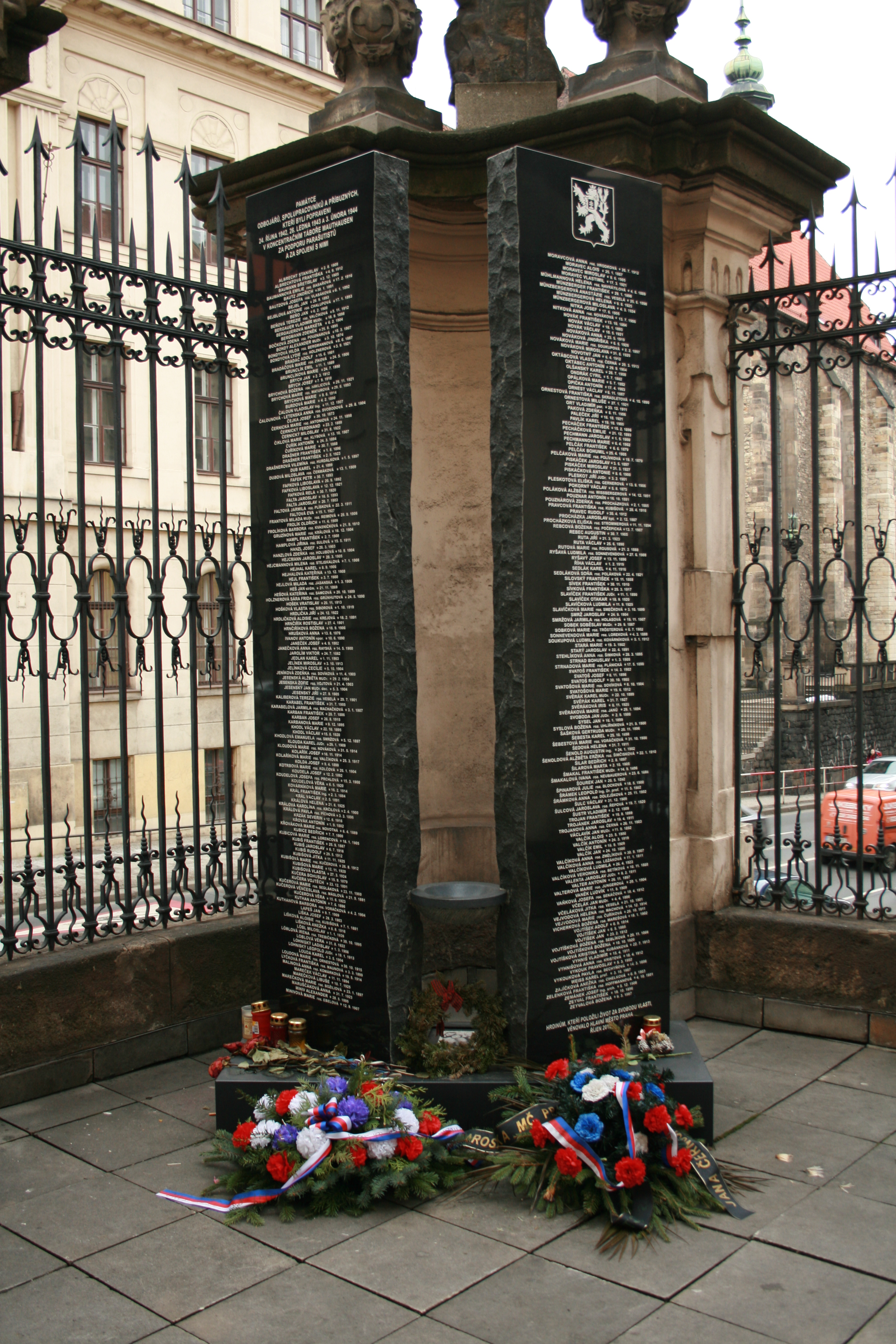
Pomník spolupracovníků parašutistů a jejich rodinných příslušníků na terase kostela sv. Cyrila a Metoděje v Resslově ulici v Praze.
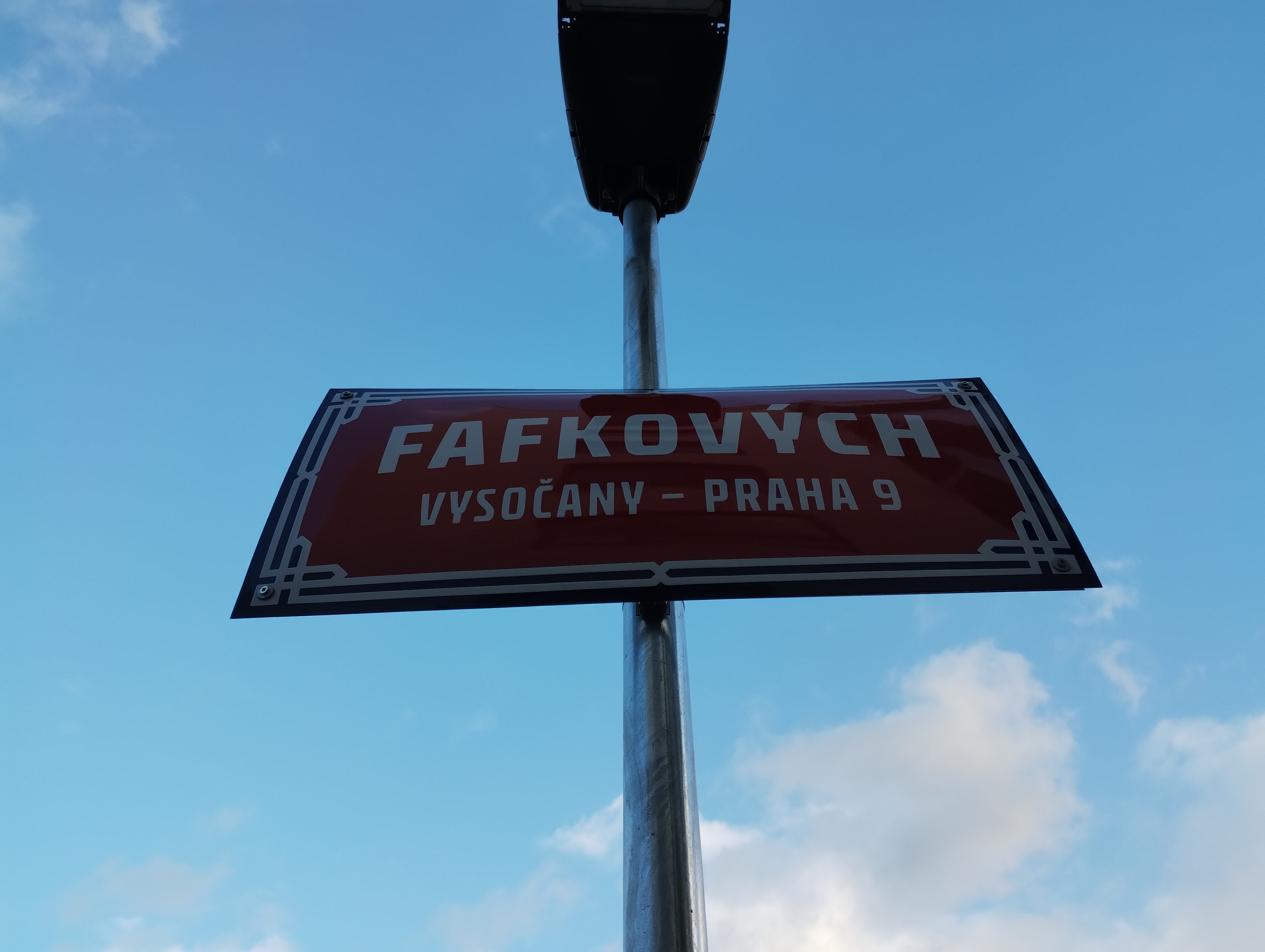
Ulice Fafkových v Praze-Vysočanech